# Sibillinibergen

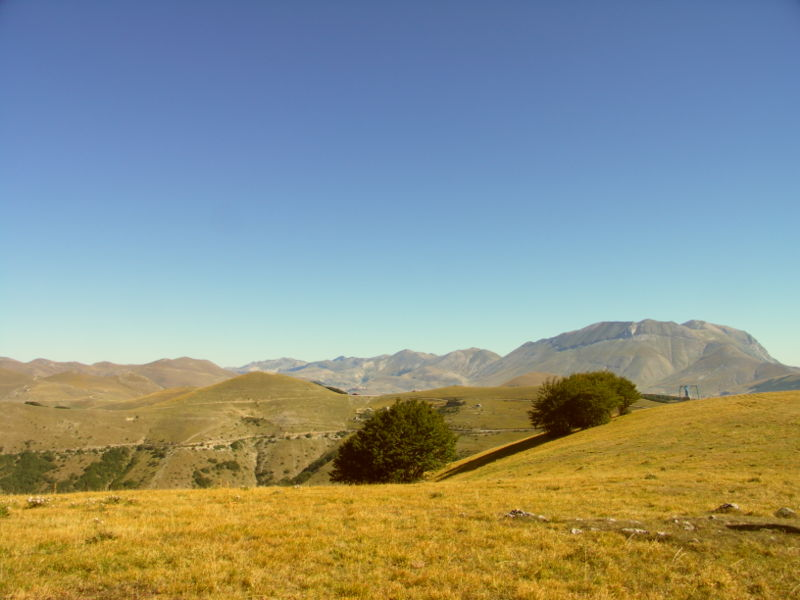
Monti Sibillini på sommaren.

Sibillinibergen (italienska: Monti Sibillini) är en del av centrala Apenninerna och ligger mellan östra Umbrien och Marche på Apenninska halvön. De består till största delen av kalksten som bildades under mesozoikum och kenozoikum, det vill säga för mellan 100 och 50 miljoner år sedan. Området låg då på botten av en sjö som bildades för 20 miljoner år sedan. De flesta av bergstopparna är över 2 000 meter höga - den högsta bergstoppen, Monte Vettore, är 2 476 meter hög. Sedan 1993 ingår området i nationalparken Sibillini-bergen (Parco Nazionale dei Monti Sibillini).
I området finns många U-formade dalgångar och glaciärsänkor, vilket beror på glaciärer under kvartärperioden. Det finns även områden av karst i Sibillinibergen.